# Bălți
Bălți (pronuncia ˈbəltsʲ, in russo: Бельцы, Bel'cy; in polacco: Bielce; in ucraino: Бєльці, Bjelci; in yiddish: בעלץ, Belts) è una città della Moldavia, la terza del Paese per popolazione dopo Chișinău e Tiraspol con 127 651 abitanti al censimento 2004.
Bălți è il principale centro industriale, culturale, commerciale nonché hub di trasporti per tutto il nord della Moldavia, tanto da essere spesso identificata come "la capitale del Nord". All'epoca dell'Impero russo (1812-1917), e, in seguito, durante l'epoca sovietica (1940-1990) il nome era spesso trascritto come Beltsy, derivato dalla forma russa Бэлць.

## Geografia fisica

### Territorio
La città è situata nella parte settentrionale della Moldavia, 135 km a nord di Chișinău e sulle rive del fiume Răut, un affluente del Nistro, al centro di un'area collinare in passato coperta di foreste.
Bălți ha un territorio comprendente tre colline e due piccole valli. Come in tutto il nord della Moldavia la terra è molto fertile, con presenza in netta prevalenza della cosiddetta "terra nera", ideale per gli utilizzi agricoli. Il potenziale agricolo, d'altra parte, rappresenta una delle risorse più importanti del Paese. Inoltre, sempre nei pressi di Bălți, vi sono cave di materiali utilizzati nell'industria edile.
I fiumi Răuțel, Copăceanca e Flămândă attraversano il territorio del comune e sfociano tutti nel Răut. Vi sono anche parecchi piccoli laghi: lago di Città, lago Komsolskoe, lago Kirpichnoe e lago Strâmba.
Il territorio comunale ha una superficie di 78,0 km², di cui 41,42 km² sono attribuibili al capoluogo, 9,81 km² al villaggio di Elizaveta (un sobborgo orientale), e 26,77 km² al villaggio di Sadovoe (un sobborgo nordoccidentale). Di questa superficie, una parte importante (20,11 km²) è occupata da terreno agricolo.
Alcune località della periferia recano traccia di differenti influenze occorse nei vari periodi storici da questa città, presentando dunque sia nomi russi che rumeni: Centru, Pământeni, Slobozia, Molodova, Bălții Noi, Podul Chișinăului, Țigania, Berestecico, Teioasa, Soroca. Alcune località sono conosciute con i nomi assunti nel periodo sovietico: sesto distretto, ottavo distretto, nono distretto. Altri sobborghi sono quelli di Microraion III e Dacia, che colloquialmente è denominato BAM, in riferimento alla Ferrovia Bajkal-Amur, БАМ in russo.

### Clima
Il massimo assoluto della temperatura registrato nella città è 38 °C, il minimo assoluto −32 °C. Ci sono 350 - 450 millimetri di pioggia annuale, principalmente durante l'estate e l'autunno. I venti provengono generalmente da nord-est o da nord-ovest con velocità di circa 2–5 m/s.

## Toponimo
La parola Bălți (in rumeno, al singolare “baltă") è traducibile letteralmente come "pozzanghere". Si pensa che la città sia stata chiamata così perché costruita in un'area umida.

## Araldica
Lo stemma e l'attuale bandiera di Bălți, sono stati elaborati da Silviu Tabac della Commissione Nazionale per l'Araldica, e sono stati adottati nell'aprile 2006 dal consiglio comunale.

### Stemma
L'elemento principale del blasone è uno scudo con dodici bande orizzontali alternate in argentato e blu. L'argento simboleggia l'acqua, il colore blu la terra. La combinazione di questi due colori simboleggia il nome moldavo della città, ("le pozzanghere") dunque l'acqua e la terra.
Si vede sullo scudo un arciere in armatura moldava dell'epoca di Ștefan cel Mare. Gli abiti dell'arciere sono rossi, mentre l'attrezzatura militare è dorata. Questo soggetto è stato preso dal blasone della regione di Bălți, nel quale simboleggiava, secondo i documenti ufficiali, "la vecchia guardia militare ed i combattimenti in questa regione della Moldavia".
Sopra lo scudo vi è una corona argentata costituita da un muro di una fortezza con sette merlature. Questo numero è lo stesso riservato a due sole altre località della Moldavia: Chișinău e Tiraspol. Tutte le altre città hanno diritto a sole tre o cinque merlature.
Lo scudo è sostenuto da due cavalli rampanti argentati. Il cavallo è un vecchio simbolo di questa città, nota per le sue antiche fiere equine. Il primo blasone di Bălți (1826) era uno scudo con la testa di un cavallo. Sotto allo scudo è posta una banda con il motto in latino «CEDANT ARMA TOGAE» ("che le armi cedano il posto alle toghe").

### Bandiera
La bandiera è una combinazione di due bande orizzontali di due colori: argentata (superiore) e blu (inferiore). L'elemento principale si trova al centro della bandiera - lo scudo dello stemma cittadino con l'arciere nel mezzo.

### Altri simboli
Nei medioevo, l'arciere descritto era presente nello stemma della regione. Nel XIX secolo, lo stemma cittadino era rappresentato da una testa di cavallo. All'inizio del XX secolo, uno scudo con l'arciere, in piedi su una collina, con il sole e tre aste di giunco ha formato lo stemma della contea di Bălți, mentre questi, con l'aggiunta dei cavalli rampanti costituivano lo stemma della città propriamente detta.

## Cultura
La vita notturna nel centro di Bălți ruota principalmente attorno alla "piazza centrale Vasile Alecsandri", che è una delle più grandi in Europa. Con l'adiacente via Indipendenza, luogo preferito per la passeggiata dagli abitanti di Bălți, la piazza forma un amplissimo spazio che ospita la gran parte delle manifestazioni pubbliche cittadine ed è sede anche di numerosi caffè e ristoranti con cucina internazionale (turchi, giapponesi).

## Società

### Evoluzione demografica
In base ai dati del censimento, la popolazione è così divisa dal punto di vista etnico:
| Etnia       | Abitanti | %     |
| ----------- | -------- | ----- |
| Moldavi     | 66.877   | 52,43 |
| Ucraini     | 30.288   | 23,74 |
| Russi       | 24.526   | 19,22 |
| Gagauzi     | 243      | 0,19  |
| Bulgari     | 297      | 0,23  |
| Rumeni      | 2.258    | 1,77  |
| Altre etnie | 3.072    | 2,41  |

## Infrastrutture e trasporti
- Aeroporto Internazionale di Bălți-Leadoveni
- Aeroporto Bălți-Città

## Amministrazione

### Gemellaggi
- Stryj
- Smoljan
- Larissa
- Miercurea Ciuc, dal 1991[3]
- Gyula
- Orša
- Smirne
- Kaesŏng
- Chmel'nyc'kyj
- Lakeland
- Płock
- Vicebsk
- Milea

## Sport

### Calcio
La squadra principale della città è il Olimpia Bălți.